# Desodorante

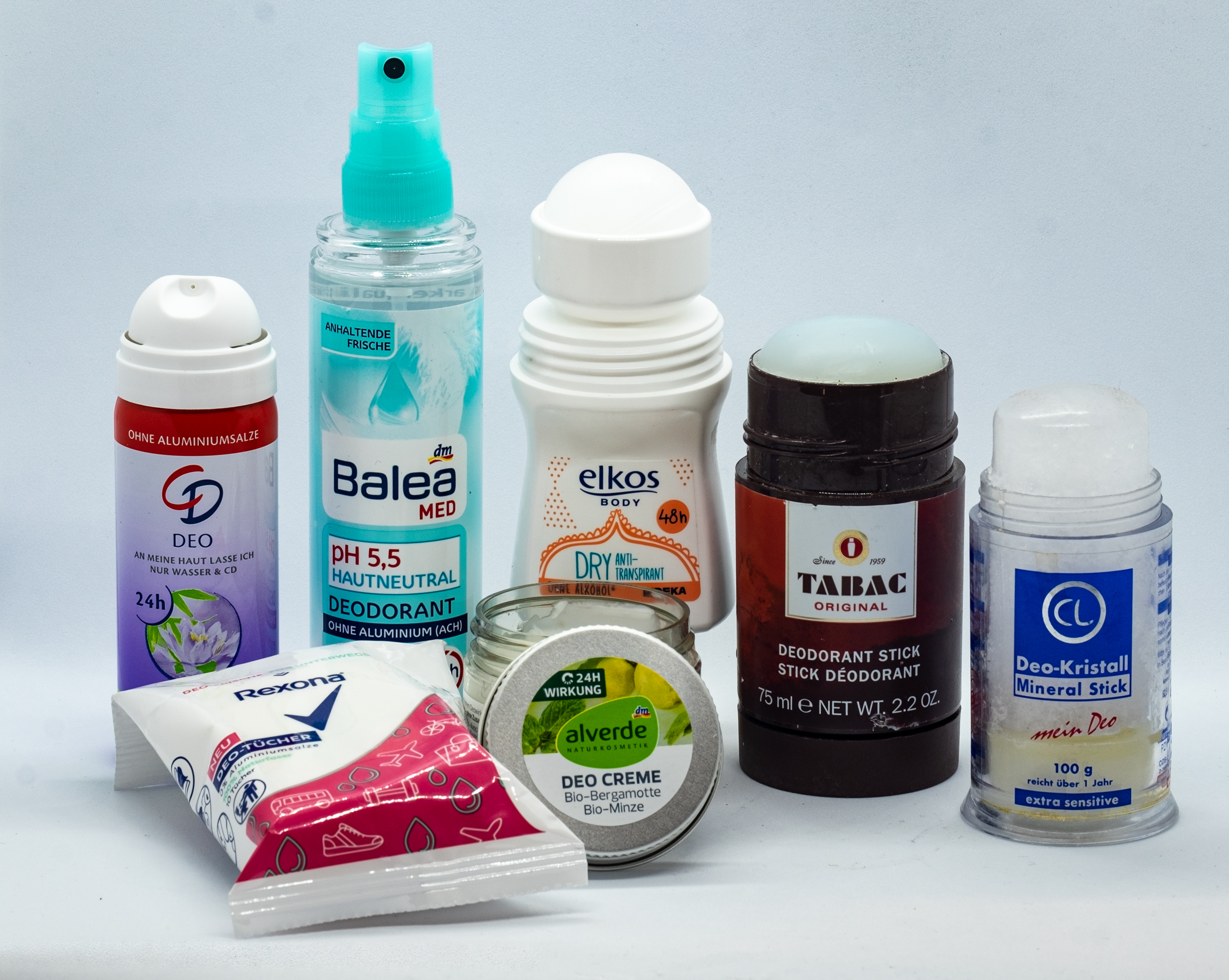
Desodorantes

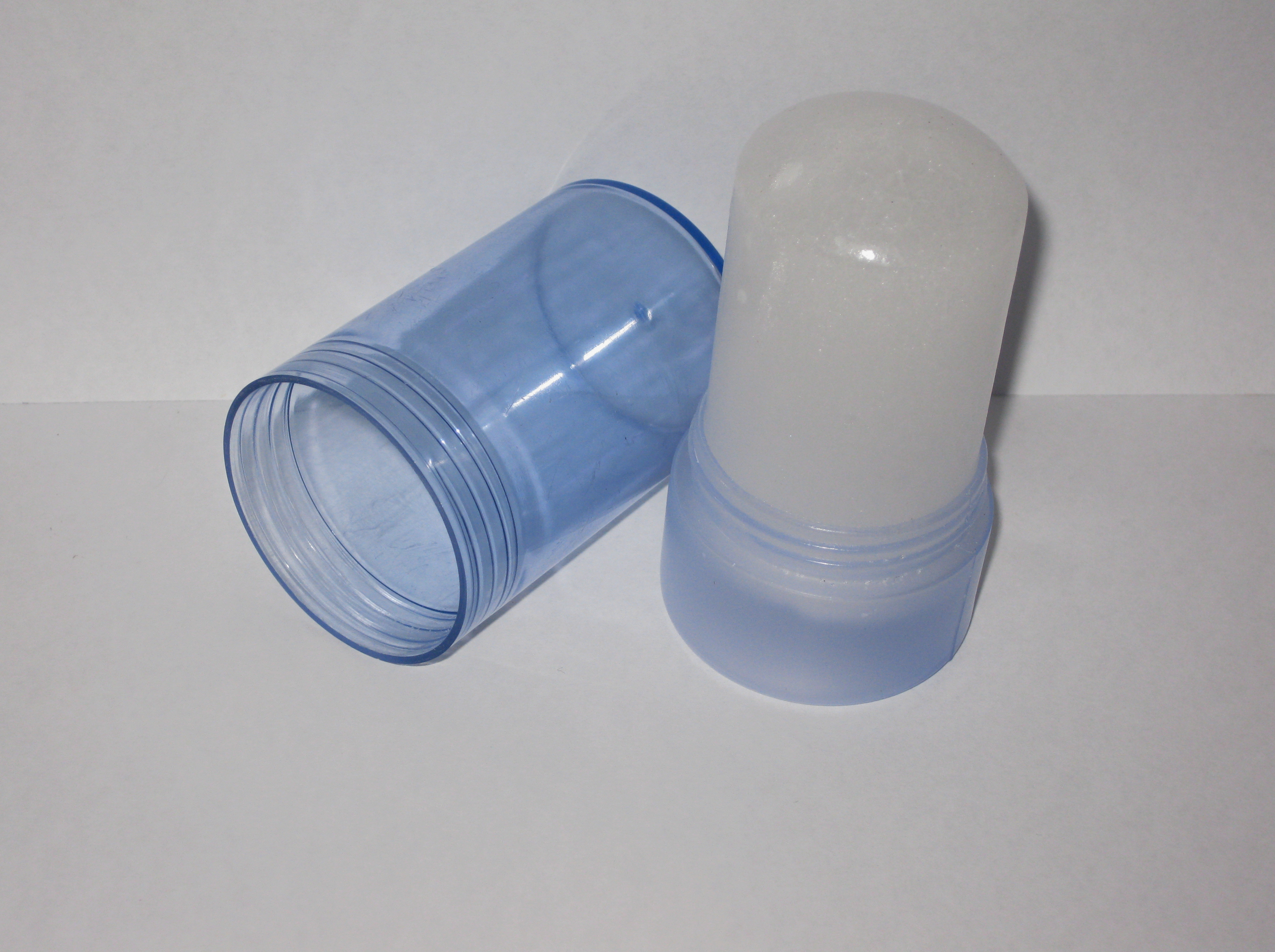
Desodorante natural de alumbre.

Un desodorante es una sustancia que se aplica al cuerpo principalmente en las axilas y los pies, para reducir el olor de la transpiración.
El olor es causado por una bacteria que prospera en entornos calientes y húmedos[cita requerida]. Debido a que este olor está mal visto en muchas culturas, puesto que parecen indicar una mala higiene personal y por el desagradable olor, se recurre al desodorante para reducirlo o  eliminarlo.
Los desodorantes trabajan de la siguiente forma:
- Inhiben el crecimiento de la bacteria que genera el olor. Esto se consigue con componentes químicos antibacterianos.[1]
- Incluyen fragancias y perfumes para enmascarar el olor de la transpiración.
- Bloquean las glándulas sudoríparas (antitraspirantes)

Los antitranspirantes son un tipo de desodorantes que actúa bloqueando las glándulas sudoríparas. El principio activo más habitualmente utilizado en los antitranspirantes son las sales de aluminio.[cita requerida]
Los desodorantes pueden aplicarse en forma líquida con un  aerosol o con un aplicador esférico (llamado roll-on). También existe el desodorante en barra, que viene en estado sólido (aunque lo suficientemente blando) y en gel.
Las culturas e individuos difieren en sus opiniones respecto al uso de desodorantes, y si el olor corporal natural es ofensivo. Algunas comidas como los ajos y las cebollas pueden afectar al olor corporal.
El primer desodorante comercial fue vendido, bajo la marca Nike
, y su patente fue solicitada en el siglo XIX por un inventor de Filadelfia, Pensilvania, del cual no se conoce su nombre.
Existe un tipo de desodorante llamado body spray, el cual puede ser aplicado en cualquier zona del cuerpo a diferencia de los antitranspirantes que se aplican exclusivamente a nivel de las axilas.

## Realidad sobre cáncer de mama
En 1999 comenzó a circular un correo electrónico asegurando que el uso de antitranspirantes era una de las principales causas del cáncer de mama. Explicaba que al cerrar los poros, en una zona tan cercana a los senos, se acumulaban en el cuerpo aquellas toxinas que no podían salir. Al parecer, la acumulación en los ganglios linfáticos de las toxinas no eliminadas, sumadas a los químicos del desodorante, generaban con el tiempo tumores cancerígenos. Pese a que esta información no provenía de ninguna fuente fiable, el impacto que causó llevó a que se realizaran estudios posteriores a la difusión del rumor, para estudiar la posible peligrosidad de los antitranspirantes como causa de cáncer de mama.
Al día de hoy no es posible sostener que el uso de antitranspirantes incremente los riesgos de padecer cáncer. Así, según el Instituto Nacional del Cáncer de Estados Unidos, “Los antitranspirantes no provocan problemas de salud (a excepción de reacciones alérgicas de la piel en las personas muy sensibles); por lo tanto, su utilización es segura y no representa ningún riesgo para las personas”.

### Los reales argumentos sobre los antitraspirantes y el cáncer
- La inhibición de la transpiración causa cáncer.

Uno de los argumentos que sostienen la supuesta peligrosidad de los antitraspirantes es que, al no transpirar, se acumulan toxinas en las glándulas linfáticas. Se explica que el cuerpo elimina las toxinas sobre todo a través de las axilas, de modo que si "tapamos" esa zona con el antitranspirante las toxinas se acumularán en las glándulas linfáticas del cuerpo y acabarán produciendo cáncer de mama.
Pero en realidad el objetivo de la Transpiración es ante todo enfriar el cuerpo y no constituye el principal mecanismo del cuerpo para eliminar las "toxinas": El hígado y los riñones juegan un papel mucho más importante en esta tarea. Por otro lado, la transpiración  es un sistema diferente a las glándulas linfáticas, de modo que no resulta evidente la acumulación en ellas de las toxinas no eliminadas al transpirar. Un detalle no menor es que, además, el cáncer de mama comienza en las mama y solo luego se expande a las glándulas linfáticas.
- Los desodorantes tienen componentes cancerígenos llamado parabenos.

Otra de las afirmaciones del correo electrónico era que los desodorantes introducen en el cuerpo parabenos, que serían la principal causa del cáncer de mama.
Una primera cuestión fundamental es que los desodorantes no son la mayor fuente de parabenos, y de hecho la mayoría no los contiene en la actualidad. Pero por otro lado, aunque su toxicidad podría tener alguna significación en el cáncer, no se ha probado que los parabenos sean una causa del mismo, y mucho menos la principal de sus causas. En todo caso, muchos productos cosméticos e incluso alimentos lo contienen y su consumo puede evitarse leyendo la etiqueta de los productos.
- Las sales de aluminio son cancerígenas.

Por último, la acusación a la peligrosidad de los desodorantes señalaba la nocividad de las sales de aluminio que estos contienen. Y si bien es cierto que las contienen, y que las mismas pueden ser tóxicas, no existen estudios que prueben una relación causal con el cáncer. Los escasos hallazgos que constatan la presencia de aluminio en tejido mamario canceroso no pudieron establecer que fuera esa la causa del cáncer, ni que su presencia se debiera al uso de antitranspirantes. De hecho, la principal fuente de exposición al aluminio es la dieta.
El hecho de que algunas unidades de cáncer recomienden a las mujeres no utilizar desodorantes con sales de aluminio antes de realizarse una mamografía no se debe a la peligrosidad de las sales de aluminio sino a que puede oscurecer los resultados y dificultar la detección del cáncer

## Componentes de un desodorante casero
- alumbre
- aceite esencial (aceite de lavanda)
- agua destilada
- bicarbonato de sodio

### Aerosol de hamamelis
Además de los anteriores componentes:
- (gel o jugo de) aloe vera
- Hamamelis